# Xylophagus cinctus
Xylophagus cinctus är en tvåvingeart som först beskrevs av De Geer 1776.  Xylophagus cinctus ingår i släktet Xylophagus och familjen vedflugor. Arten är reproducerande i Sverige. Inga underarter finns listade i Catalogue of Life.